# Comuna Horoțeve, Verhovîna
Horoțeve (în ucraineană Хороцеве) este o comună în raionul Verhovîna, regiunea Ivano-Frankivsk, Ucraina, formată din satele Barvinkiv și Horoțeve (reședința).

## Demografie
Componența lingvistică a comunei Horoțeve
     Ucraineană (99,61%)
     Alte limbi (0,39%)
Conform recensământului din 2001, majoritatea populației comunei Horoțeve era vorbitoare de ucraineană (99,61%), existând în minoritate și vorbitori de alte limbi.